# International German Open 2015
International German Open 2015, oficiálním názvem se jménem sponzora Bet-at-home Open – German Tennis Championships 2015, byl tenisový turnaj pořádaný jako součást mužského okruhu ATP World Tour, který se hrál ve druhém největším německém městě Hamburku na otevřených antukových dvorcích. Konal se mezi 27. červencem až 2. srpnem 2015 v areálu Am Rothenbaum jako 109. ročník tohoto turnaje.
Turnaj s rozpočtem 1 407 960 eur patřil do kategorie ATP World Tour 500. Proti ročníku 2014 došlo ke snížení počtu hráčů dvouhry ze čtyřiceti osmi na třicet dva tenistů, což se také odrazilo v redukci nasazených. Nejvýše nasazeným hráčem ve dvouhře se stal desátý muž žebříčku Rafael Nadal ze Španělska, který vybojoval šedesátou sedmou kariérní trofej na okruhu ATP Tour. Deblovou soutěž ovládl britsko-australský pár Jamie Murray a John Peers.

## Distribuce bodů a finančních odměn

### Distribuce bodů
| Soutěž         | vítězové | finalisté | semifinalisté | čtvrtfinalisté | 16 v kole | 32 v kole | Q  | Q2 | Q1 |
| -------------- | -------- | --------- | ------------- | -------------- | --------- | --------- | -- | -- | -- |
| mužská dvouhra | 500      | 300       | 180           | 90             | 45        | 20        | 20 | 10 | 0  |
| mužská čtyřhra | 500      | 300       | 180           | 90             | 0         |           |    |    |    |

### Finanční odměny
| Soutěž                              | vítězové | finalisté | semifinalisté | čtvrtfinalisté | 16 v kole | 32 v kole | Q2     | Q1   |
| ----------------------------------- | -------- | --------- | ------------- | -------------- | --------- | --------- | ------ | ---- |
| mužská dvouhra                      | €311 755 | €140 560  | €66 580       | €32 130        | €16 380   | €9 010    | €1 015 | €560 |
| mužská čtyřhra                      | €84 970  | €38 340   | €18 080       | €8 740         | €4 470    | —         | —      | —    |
| částka ve čtyřhře je uvedena na pár |          |           |               |                |           |           |        |      |

## Mužská dvouhra

### Nasazení
| Stát                             | Hráč                   | ATP | Nasazení |
| -------------------------------- | ---------------------- | --- | -------- |
| Španělsko                        | Rafael Nadal           | 10. | 1.       |
| Španělsko                        | Tommy Robredo          | 21. | 2.       |
| Španělsko                        | Roberto Bautista Agut  | 22. | 3.       |
| Itálie                           | Andreas Seppi          | 24. | 4.       |
| Uruguay                          | Pablo Cuevas           | 25. | 5.       |
| Argentina                        | Juan Mónaco            | 27. | 6.       |
| Španělsko                        | Guillermo García-López | 28. | 7.       |
| Itálie                           | Fabio Fognini          | 32. | 8.       |
| Žebříček ATP k 20. červenci 2015 |                        |     |          |

### Jiné formy účasti na turnaji
Následující hráči obdrželi divokou kartu do hlavní soutěže:
- Florian Mayer
- Jaume Munar
- Rafael Nadal
- Alexander Zverev

Následující hráči postoupili z kvalifikace:
- Iñigo Cervantes Huegun
- Taró Daniel
- Albert Montañés
- Lucas Pouille

### Odhlášení
Před začátkem turnaje
- David Ferrer → nahradil jej Benoît Paire
- Gilles Simon → nahradil jej Aljaž Bedene

## Čtyřhra

### Nasazení párů
| Země                                                                        | Hráč           | Země      | Hráč          | ATP | Nasazení |
| --------------------------------------------------------------------------- | -------------- | --------- | ------------- | --- | -------- |
| Itálie                                                                      | Simone Bolelli | Itálie    | Fabio Fognini | 18. | 1.       |
| Rakousko                                                                    | Alexander Peya | Brazílie  | Bruno Soares  | 34. | 2.       |
| Spojené království                                                          | Jamie Murray   | Austrálie | John Peers    | 39. | 3.       |
| Uruguay                                                                     | Pablo Cuevas   | Španělsko | David Marrero | 52. | 4.       |
| Žebříček ATP k 20. červenci 2015; číslo je součtem umístění obou členů páru |                |           |               |     |          |

### Jiné formy účasti
Následující páry obdržely divokou kartu do hlavní soutěže:
- Philipp Kohlschreiber /  Philipp Petzschner
- Jaume Munar /  Rafael Nadal

Následující pár postoupil z kvalifikace:
- Frank Moser /  Jan-Lennard Struff

## Přehled finále

### Mužská dvouhra
- Rafael Nadal vs.  Fabio Fognini, 7–5, 7–5

### Mužská čtyřhra
- Jamie Murray /  John Peers vs.  Juan Sebastián Cabal /  Robert Farah, 2–6, 6–3, [10–8]